# Tröglori
Tröglori (Nycticebus coucang) är en nattaktiv primat i släktet tröglorier.
Taxonet N. coucang har tidigare inkluderat N. bengalensis, N. javanicus och N. menagensis som underarter.

## Utseende
Tröglorin, liksom andra arter i samma släkte, har mycket stora, nästan lysande ögon. Den blir ungefär stor som en mindre katt. Kroppslängden (huvud och bål) ligger mellan 26 och 38 cm och vikten mellan 0,6 och 0,7 kg. Pälsen har oftast ljusbrun färg och på ryggens topp finns en längsgående mörk strimma. Arten har även mörka ringar kring ögonen och vid ringarnas topp följer en mörk trekant.

## Utbredning

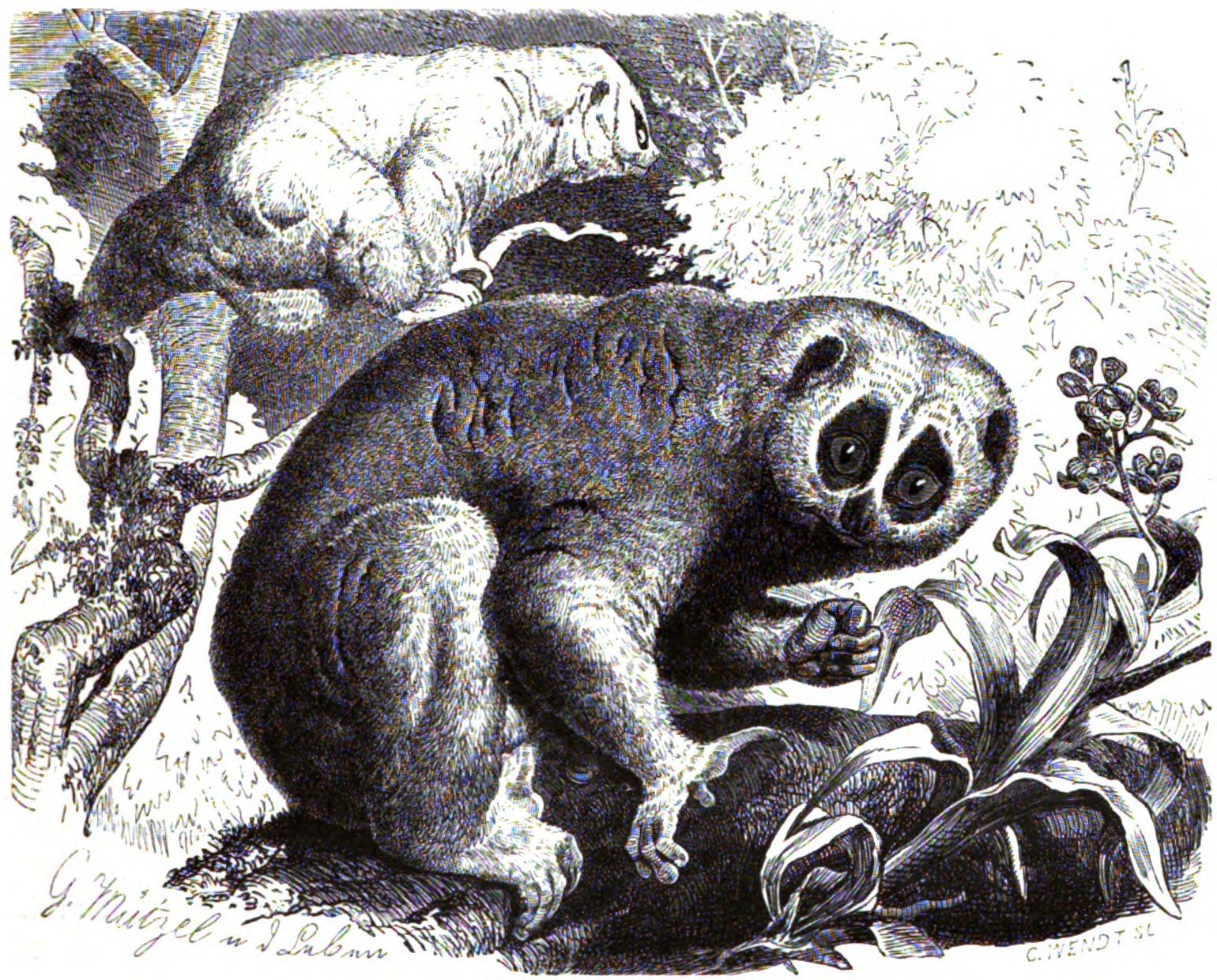
Teckning från Djurens liv av Alfred Brehm.

Tröglorin N. coucang förekommer i Indonesien på öarna Sumatra, Batam och Galang, på öar i Riauarkipelagen och öarna Tebingtinggi och Bunguran (Natunaöarna), samt Malaysia (på Malackahalvön och ön Tioman) och sydligaste Thailand (Malackahalvön, söder om Kranäset), och i Singapore.

## Ekologi
Tröglorin är nattaktiv och sover ihoprullad om dagarna. Den lever av insekter, ägg, ödlor och fåglar samt olika frukter och blad. Normalt rör sig djuret långsamt, men den är snabb med händerna när den fångar insekter. I det vilda har tröglorin skrämt många nattvandrare på grund av de stora ögonen som är starkt reflekterande. Tack vare ögonens otroliga förmåga att samla in ljus lyser de i skenet av ficklampor och får då ett skräckinjagande utseende. Från en körtel i armbågen för tröglorin in gift i munnen varför dess bett är giftigt och kan orsaka infektioner och svullna kroppsdelar.

## Tröglorin och människan
Tröglorin förekommer i flera djurparker världen över, bland annat i Kolmårdens Tropicarium. I Sverige är det i övrigt olagligt att hålla primater privat
I avsaknad av vård kan tröglorins giftiga bett vara livshotande för människan.